# 榊山潤
榊山 潤（さかきやま じゅん、1900年11月21日 - 1980年9月9日）は、日本の作家。神奈川県出身、本名は源蔵。歴史小説を得意とし、代表作に『歴史』『毛利元就』。囲碁にも関心が深く、関連する著作も多い。

## 経歴
神奈川県久良岐郡中村（現横浜市）に、父竹治郎、母クニの間に生まれる。父は関内の外国人向けに出張理髪する店を何軒も持つほどだった。家には浪曲師の初代桃中軒雲右衛門や力士の駒ヶ岳がいた。また、父は囲碁将棋道場も経営しており、碁打ちや将棋指しなども寄食していた。
父が、道楽や借金の保証人になったために財産を失い、商業学校を退学となり、横浜で貿易商カーチス兄弟商会に勤めながら少年雑誌への投稿などをしていたが、1919年（大正8年）に上京して雑誌『ニコニコ』の編集に就き、潤の筆名で少年小説を書き始める。『少年』に投稿したものを生田葵山に認められ、1924年に時事新報社に入社、『少年』の編集員から、調査部、学芸部に所属し、『文芸公論』『文学時代』『文芸レビュー』に評論、随筆、短編小説を寄稿。尾崎士郎、室生犀星、萩原朔太郎らと交流し、同人誌「文学党員」「新科学文芸」に参加。
1932年『新潮』に書いた「蔓草の悲劇」で文壇に認められ、時事新報社を退社、徳田秋声に師事する。この頃は市井の世界を描く作品を手がけていた。1937年に日本評論社特派員として第二次上海事変を取材、戦争の惨禍を目の当たりにして衝撃を受け、朝日新聞紙上にて、もうこれまでのような情痴小説は書かないと宣言。またこの間に最初の作品集『戦場』『をかしな人たち』が出版され、次いで『上海戦線』を刊行。元二本松藩士で、戊辰戦争の二本松城落城を生き延びた義父（雪夫人の父親）の佐倉強哉をモデルにした「歴史」を1938-39年に発表し、第3回新潮社文芸大賞を受賞。同人誌『文学者』に参加し、『歴史』第二部を連載。次いで切支丹禁圧の歴史の悲劇を描いた『天草』を書き下し。太平洋戦争で徴用されて、陸軍航空隊の報道班員としてベトナム、タイ、ビルマを転戦、デング熱で肝臓をいためて帰国し、隊の戦記出版に携わるが、肝炎で倒れ徴用解除となる。
戦争末期は二本松に疎開し、終戦後1947年に東京に戻り西巣鴨に居住。敗戦前後の体験記『私は生きていた』を刊行するが、GHQの検閲で大幅な削除をされて創作意欲を失い、また健康状態も悪化する。しかし『歴史』第三部を執筆して、第一部からまとめて刊行されると当時の歴史ブームによって注目されることになり、ふたたび歴史小説に目を向ける。
1953年、牧野吉晴が主宰していた第二次『文芸日本』に参加し、1955年からは編集責任者となり、尾崎秀樹とともに編集にあたる。『文芸日本』の廃刊後は、1961年から同人誌『円卓』を編集する。
1957年に中国新聞に連載した『毛利元就』を出版し、歴史小説に力を入れるようになる。1975年から講談社の企画で、岡谷繁実『名将言行録』に倣った史伝シリーズ『新名将言行録』全5巻を刊行。1978年に喜寿と『新名将言行録』完成を祝い、伊藤桂一、林富士馬、駒田信二、尾崎秀樹らによる「榊の会」結成。
1979年に肝硬変による貧血で入院、翌1980年死去。静岡県駿東郡の小山富士霊園に葬られた。
少年の頃に父がパトロンとなっていた棋士から囲碁の手ほどきを受け、その上達ぶりで天才少年と言われていた。1953年に文壇本因坊となり、毎日新聞の本因坊戦など囲碁の観戦記を執筆した。

## 作品
歴史小説には、『毛利元就』や『天草』など乱世をテーマとしたもの、「サル蟹合戦」「桃太郎の出征」（『苦命』所収）「久米の仙人」「あこや珠」（『戦国艶将伝』所収）などの伝説を題材にした寓意小説などがある。歴史小説を書く場合は、必ずその土地を丹念に取材した。歴史小説観として「歴史の中の人間を、体臭を以て描き得るのはやはり、小説である」と述べている。

### 著作リスト
- をかしな人たち 短編集 砂子屋書房 1937年（短編集）
- 上海戦線 長篇 砂子屋書房 1937年
- 戦場 版画荘 1937年
- 苦命 砂子屋書房 1938年（短編集）
- 新樹 砂子屋書房（黒白叢書） 1939年
- 生産地帯 長篇 日本文学社 1939年
- 插話 赤塚書房 1939年
- 歴史 みちのく二本松落城 第1至2部 砂子屋書房 1939-1940年 のち富士見書房時代小説文庫
- 文人囲碁会 砂子屋書房 1940年（随筆集）
- 背景 高山書院 1940年
- 南国風物 高山書院 1941年（随筆集）
- 天草 河出書房 1941年（書き下ろし長篇小説叢書）
- 企業家 小学館 1941年
- 人間緑地 昭森社 1941年
- 春扇 新潮社 1941年
- 遠い伝説 人文書院 1941年
- 風さけぶ 報国社 1942年
- 街の物語 実業之日本社 1942年
- 一機還らず 偕成社 1943年
- 野中兼山 国民図書刊行会設立事務所 1944年（少国民文芸選）
- 私は生きてゐた 万里閣 1947年
- 果なき汐路 偕成社 1949年
- 少年は訴える 春歩堂 1951年
- 小説石原莞爾 湊書房 1952年
- 戦国艶将伝 高山書院（タヌキ・ブックス） 1955年（短編集）
- 明智光秀 河出新書 1955年 のち富士見書房時代小説文庫
- 毛利元就 東京文芸社 1957年 のち富士見書房時代小説文庫
- 歩いている女 講談社 1958年（ロマン・ブックス）
- 乱世の人 東京文芸社 1958年
- 築山殿行状 文祥社 1958年「戦国無情」時代小説文庫
- 囲碁談義 五月書房 1959年
- ビルマ日記 南北社 1963年
- 武将と囲碁 人物往来社 1964年
- 長崎の港 南北社 1964年（短編集）
- 源平の合戦・三代将軍実朝 学習研究社 1967年（物語日本史3）
- 日中囲碁盛衰史 勁草書房 1967年
- 囲碁名言集 社会思想社(現代教養文庫）1968年
- 馬込文士村 東都書房 1970年
- 戦国艶将伝 富士見書房 1987年（1955年版に「格式時代」「南蛮絵師異聞（「日本のユダ」改題）」「島原の乱前夜（「天草快挙録」改題）」を追加収録）
- 天草 大陸書房 1988年（大陸文庫、「天草」「島原の乱」「日本のユダ」収録）
- 知将・毛利元就の生涯 立風書房 1996年

史伝・史論
- 応仁の大乱（現代人の日本史 11） 河出書房新社 1960年
- 戦国の群雄（現代人の日本史 12） 河出書房新社 1961年
- 明治維新（現代人の日本史 18） 河出書房新社 1963年
- 新名将言行録（全5巻 戦国時代、続戦国時代、幕末維新、続幕末維新、源平・室町）  講談社 1975-1977年 のち文庫

編著・現代語訳
- 碁がたき 囲碁随筆（編）南北社 1960年
- 歴史文学への招待 尾崎秀樹共編 南北社 1961年
- 碁苦楽 囲碁随筆 南北社 1962年
- 信長公記 太田牛一 教育社新書 1980年
- 川中島合戦記 教育社新書 1981年

## 注
1. ↑  「昨日と今日の問題-歴史小説試論」（『歴史文学への招待』）